# Ribellione

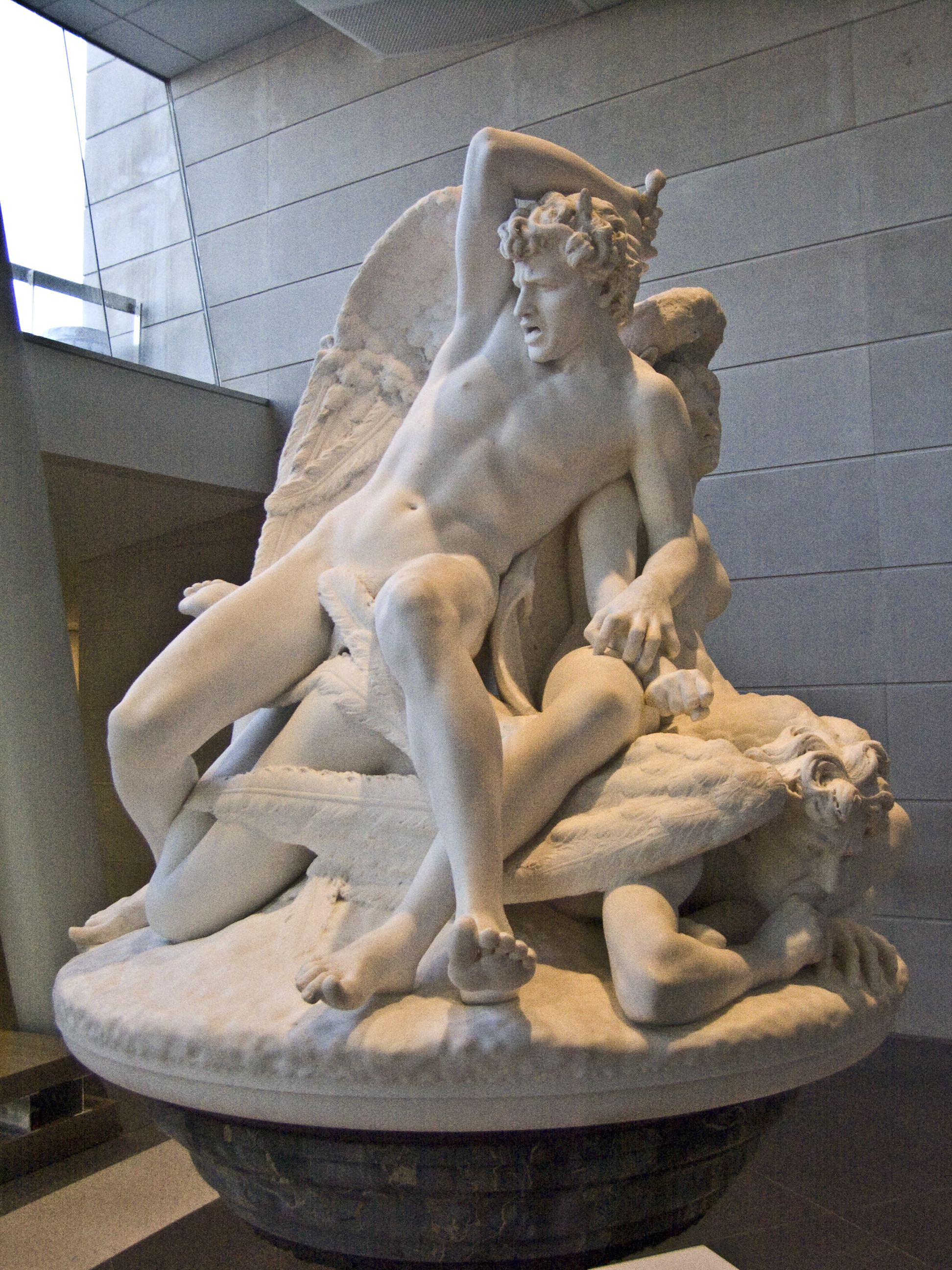
Salvatore Albano - L'angelo ribelle

La ribellione è lo stato d'animo relativo a una condizione vissuta come estrema soggezione che, per la conseguente privazione della libertà, può divenire espressa reazione di rivolta di gruppi (ad esempio contro le forze dell'ordine) o rivoluzione, più estesa quest'ultima nell'attuazione e nelle conseguenze.
La ribellione può riguardare anche un atteggiamento di rifiuto di una docile obbedienza nei confronti di chi eserciti un'autorità (per esempio: genitoriale o militare (ammutinamento)).
In ultimo la ribellione si può esprimere in un istintivo atteggiamento di protesta nei confronti di classi dominanti conservatrici o d'insofferenza della propria esistenza, vissuta così disperatamente da portare, ad esempio, al suicidio 

## La ribellione adolescenziale
Un fenomeno diffuso è quello della ribellione adolescenziale che caratterizza l'individuo nella fase del comportamento naturale con cui egli affronta i suoi compiti evolutivi e in cui costruisce la sua identità personale non solo confrontandosi e cercando l'approvazione dei genitori, ma anche in contrasto con questi temendo che siano loro a determinare la sua personalità e non lui da solo e per questo si comporta cercando di essere anche quello che i suoi genitori non vorrebbero che fosse. «È questo bisogno ambivalente e spesso conflittuale che rende così disarmonica e difficile la vita degli adolescenti, e così problematica per i genitori la convivenza con un figlio adolescente. »

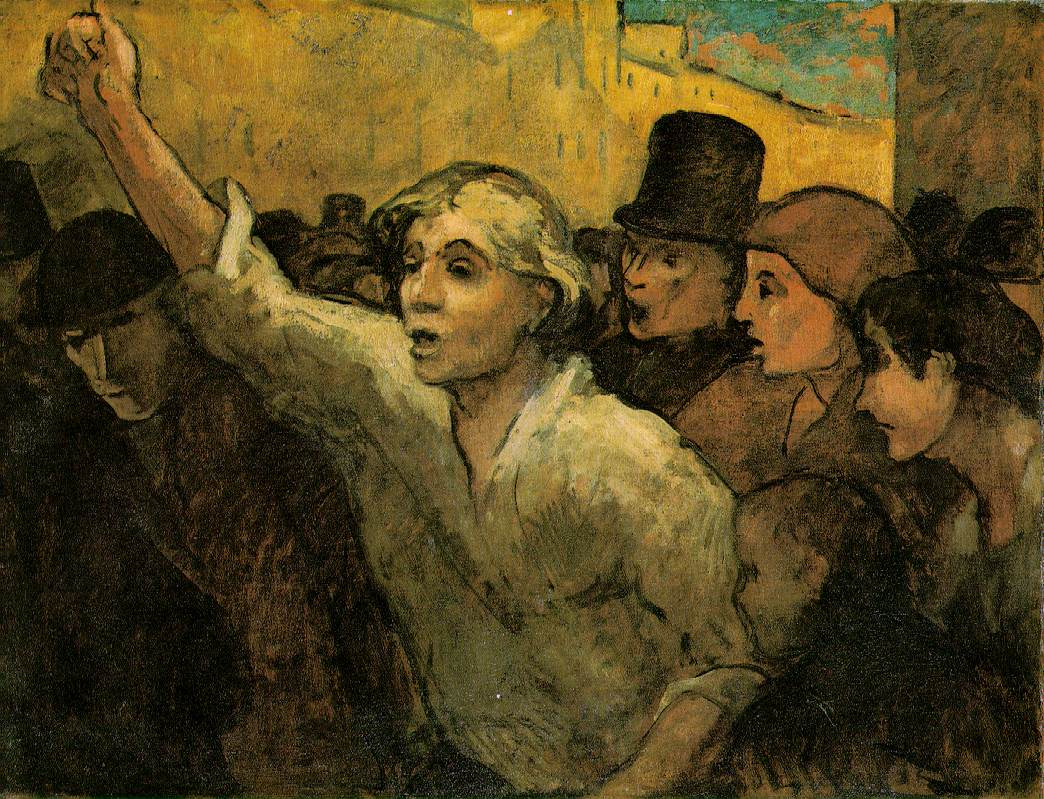
Honoré Daumier, La rivolta. Un giovane ribelle guida una folla alla rivolta: «l'espressione del viso è intensa, eppure i suoi occhi sognanti non si concentrano su un oggetto, una persona, un obiettivo particolare [...] Il tema centrale è quello del ribelle pronto ad affrontare il male e a tentare imprese pericolose anche se l'obiettivo è oscuro...»

Può inoltre accadere che quanto più i genitori cercano di favorire l'adolescente nel raggiungimento dell'indipendenza e del libero agire nel mondo extra familiare, questi accresce il suo sentimento di ribellione poiché egli vive queste iniziative parentali come il tentativo di cacciarlo da quell'ambiente domestico in cui egli trova rifugio e sicurezza.

## Il ribellismo
Questa tendenza giovanile alla ribellione viene indicata genericamente con il termine di ribellismo che in ambito letterario romantico assume la forma di disobbedienza ai modelli antichi, alle regole, ai dogmi della razionalità di tipo illuminista. Al rigetto di tutti i modelli dell'arte classica si accompagnò, negli scrittori romantici, l'idea di una poesia schietta e popolare, intesa come immediata adesione alla natura, l'ammirazione verso le fonti primitive dell'arte, l'esaltazione di un tipo di eroe appassionato e ribelle ad ogni legge 
Il ribellismo si manifesta soprattutto in ambito politico e sociale:
«Comportamenti aggressivi per avere denaro e prestigio, distruzione della bellezza paesaggistica e dei monumenti storici, spreco delle risorse naturali, minacce per la salute create da un uso sconsiderato della tecnologia [...] segnano il processo di disumanizzazione della vita» che i ribelli sociali e politici contestano e rifiutano in nome dei bisogni e delle aspirazioni «iscritti nella trama dello sviluppo evolutivo e storico dell'essere umano [...] Fino a quando tra noi ci saranno  dei ribelli avremo ragione di sperare che la nostra società possa essere salvata [...] Il ribelle è il portabandiera dei visionari che a poco a poco accrescono la levatura etica dell'uomo... »